# Tönnies Blome (Bildhauer)
Tönnies Blome (geboren vor 1632; gestorben 30. September 1666 in Hannover) war ein deutscher Bildhauer und Bildschnitzer.

## Leben
Tönnies Blome entstammte einer angesehenen hannoverschen Familie von Kunsthandwerkern. Nach seiner Hochzeit wurde er Vater von zehn Kindern, von denen jedoch nur eine Tochter, die wiederum einen Bildhauer heiratete, das Erwachsenenalter erreichte.
In der Zeit des Dreißigjährigen Krieges übernahm Blome 1632 in Hannover die Werkstatt des ermordeten Bildhauers Jeremias Sutel. Von 1637 bis zu seinem Tode im Jahr 1666 bewohnte Blome in Hannover das Haus Köbelingerstraße 24.

## Bekannte Werke
- Kruzifix der Margarethenkirche in Gehrden[2]
- 1643: farbig gefasster Taufstein in der St.-Vitus-Kirche in Wilkenburg;[1] Buchstaben „M. T. B.“ für „Meister Tönnies Blome“[3]